# Rudgea obesiflora
Rudgea obesiflora es una especie de planta con flor en la familia de las Rubiaceae. Es endémica de Ecuador y de Perú. 

## Taxonomía
Rudgea obesiflora fue descrita por Paul Carpenter Standley y publicado en Publications of the Field Museum of Natural History, Botanical Series 11(5): 265, en el año 1936.